# Julien
Julien fue un restaurante que funcionó en la ciudad de Buenos Aires, Argentina en la esquina de las calles Esmeralda y Lavalle, en la zona céntrica de la ciudad en las primeras décadas del siglo XX.
Aparece mencionado como símbolo indicativo de lujo y riqueza en los tangos Margot (1919), con letra de Celedonio Flores, ( “Ahora vas con los otarios a pasarla de bacana a un lujoso reservado del Petit o del Julien” ) y Uno y uno (1929), con letra de Lorenzo Traverso, (“Se acabaron esos saques de cincuenta ganadores; ya no hay tarros de colores ni almuerzos en el Julien”). 